# Ed Cooley
Ed Cooley (Providence, 10 settembre 1969) è un allenatore di pallacanestro statunitense.

## Carriera
Ha guidato gli Stati Uniti ai Giochi panamericani di Lima 2019.